# 模范大吉猛水蚤
模范大吉猛水蚤（学名：Tachidius discipes）为大吉猛水蚤科大吉猛水蚤属的动物。分布于俄罗斯、北冰洋群岛、挪威、芬兰、德国、英国、千岛群岛、加拿大、美国以及中国大陆的天津等地，属于宽盐广温性的种类。其多生活于咸水及咸淡水中。